# 那金镇
那金镇，是中华人民共和国吉林省白城市洮南市下辖的一个乡镇级行政单位。

## 行政区划
那金镇下辖以下地区：
那金村、兴顺村、互利村、宝合村、新立村、富文村、群昌村、向阳山村、好田村、巴海村、益泉村、新农村、林茂村、太安村、郝关村、里仁村和富泉村。